# Sarri, Sarri
Sarri, Sarri è una canzone in basco dei Kortatu, forse la più famosa del gruppo. I testi sono dei fratelli Lurdes e Josu Landa sulla musica di "Chatty Chatty", del gruppo giamaicano Toots and the Maytals, composta da Toots Hibbert. 
Il testo fu scritto nel 1985 in seguito alla fuga dalla prigione di Martutene, il 7 luglio dello stesso anno, di due prigionieri condannati per la loro  appartenenza all'ETA. Erano Iñaki Pikabea e Joseba Sarrionandia (Sarri), scrittore famoso nel campo della letteratura basca il cui soprannome dà il titolo alla canzone. 
La canzone fu registrata ad agosto negli studios Tsunami di San Sebastián, insieme al resto delle canzoni del loro album Kortatu, che l'etichetta Soñua  pubblicò alla fine dell'anno. 
Il testo della canzone fu utilizzato quasi vent'anni dopo dall'Associazione Vittime del Terrorismo per promuovere il boicottaggio di Fermin Muguruza, cantante del gruppo e coautore della canzone.